# 793

793(칠백구십삼)은 792보다 크고 794보다 작은 자연수다.

## 수학
- 합성수로, 그 약수는 1, 13, 61, 793이다. 진약수의 합은 75이므로, 793은 부족수다.
- 13번째 십이각수다. 앞의 십이각수는 672, 다음은 924다.
- 피타고라스 삼조의 빗변의 길이이다.
  - {\displaystyle 168^{2}+775^{2}=793^{2}}[a]
  - {\displaystyle 432^{2}+665^{2}=793^{2}}[b]
- {\displaystyle 793=3^{2}+28^{2}=8^{2}+27^{2}}
  - 서로 다른 두 자연수의 제곱합으로 나타내는 방법이 두 가지인 수다.
  - 연속하는 두 세제곱수(8, 27)의 제곱합으로 나타낼 수 있으며, 이 성질을 지닌 앞의 수는 65, 다음 수는 4825다.
- {\displaystyle 793=3^{6}+2^{6}}
- {\displaystyle 74^{3}-1}은 793으로 나누어떨어진다.

## 과학
- NGC 793: 삼각형자리 방향에 있는 쌍성.

## 교통
- 현도 제793호선

## 군사
- 793 해군 항공대(영어판): 과거 존재한 영국의 해군 항공대.

## 문화유산
- 대한민국의 보물 제793호: 평창 상원사 목조문수동자좌상 복장유물

## 기타
- 연도: 793년, 기원전 793년